# Powiat Esztergom
Powiat Esztergom (węg. Esztergomi járás) – jeden z siedmiu powiatów komitatu Komárom-Esztergom na Węgrzech. Siedzibą władz jest miasto Ostrzyhom (Esztergom).

## Miejscowości powiatu Ostrzyhom
- Bajót
- Dömös
- Ostrzyhom
- Lábatlan
- Mogyorósbánya
- Nyergesújfalu
- Pilismarót
- Süttő
- Tát